# بول سدني براترمان
بول  سدني براترمان (Paul Sydney Braterman )، مولود في لندن 1938. هو أستاذ فخري في جامعة غلاسكو، في المملكة المتحدة وأستاذ سابق في جامعة شمال تكساس، في الولايات المتحدة. يركز براترمان في أبحاثه على أصل الحياة وقد مُولت أبحاثه من قبل المؤسسة الوطنية للعلوم وبرنامج ناسا لدراسة الحياة في الفضاء. يشغل براترمان عضوية كل من المركز البريطاني لتدريس العلوم والمجمع العلماني الأسكتلندي.

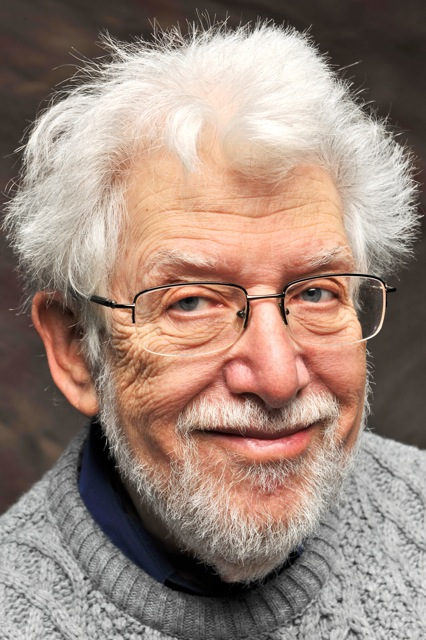
بول سدني براترمان

## التعليم
حصل على دكتوراه فلسفة DPhil في الكيمياء إضافة لدكتوراه علوم DSc في الكيمياء من جامعة أُكسفورد، تحت إشراف روبرت ويليمس RJP Williams.  عمل كمحاضر ثم كقارئ للكيمياء في جامعة غلاسكو بين 1965 و 1988 و من 2006 حتى الوقت الراهن حيث يشغل حالياً منصب أستاذاً شرفياً. كما عمل كأستاذاً في جامعة شمال تكساس في الفترة 1988 – 2006.
تتداخل أبحاث براترمان في الكثير فروع الكيمياء، إضافة إلى أصل الحياة والكيمياء-الجيلوجية للفترات المبكرة من عمر كوكب الأرض. لبراترمان أكثر من 120 بحث علمي مُحكم علاوة على كونه مؤلفاً ومؤلفاً مشاركاً لكتابين تخصصيين. لبحوث براترمان تأثير علمي كبير حيث تم الإشارة لأعماله أكثر من ستة ألاف مرة في الأدبيات العلمية. 

## الأنشطة العلمية
في فترة تدريسه في تكساس واجه براترمان لأول مرة المعتقدات الخالقية المناقضة لنظرية التطور. يعتقد براترمان بأن الحركات الخلقية تؤثر بصورة سلبية على الأديان بنفس القدر الذي تؤثر فيه على العلوم. وبردٍ له رفع العراق الفصل الخاص بالتطور من المنهج الدراسي للصف السادس الإعدادي. قال براترمان: 
«أن تدريس الأحياء بدون التطور يشبه محاولة تدريس الكيمياء بدون ذكر الذرات. أن رفضت التطور فأنت ترفض كامل السجل الإحفوري وكل الأدلة المتأتية من البايلوجيا الجزئية. والتطور لايمت بأي صلة للدين، فبكل الأديان الكبرى في العالم، هناك مفكرين يقبلون الأدلة على صحة التطور، ويتعبرون التطور ذاته من صنيعة الله. نحن لانسمح للعماء بأن يتدخلون بعمل رجال الدين، فلماذا يُسمح لرجال الدين بأن يحددوا الطريقة التي تُدرس بها العلوم».

### تبسيط العلوم
لبراترمان الكثير من الأنشطة في نشر العلوم للعامة. فبالإضافة لأحاديثه في العديد من المحافل العلمية كمهرجان ادنبرة العلمي الدولي والمجمع الغاليلي في غلاسكو وغيرها، لبراترمان كتاب في تبسيط العلوم (غير مُترجم للغة العربية) يحمل أسم  From Stars to Stalagmites - How Everything Connects. 
يكتب براترمان بشكل منتظم في 3 Quarks Dail بالإضافة إلى مدونته الخاصة. وتتوفر العديد من مقالات براترمان باللغة العربية عبر المشروع العراقي للترجمة. 

## آراؤه
يعتبر بول برترمان نفسه في الوقت الراهن لاأدرياً، على الرغم من نشأته كيهودي ملتزم. يعتبر براترمان أن حرية الاعتقاد من الضروريات التي يجب أن تكون مكفولة. كما يحكم على المؤسسات الاقتصادية والسياسية من خلال قدرتها على توفير الرفاهية. يعتبر أن من مسؤولية العلماء البارزين مسموعي الكلمة أن يقولوا كلمتهم في القضايا العلمية التي تسبب جدلاً اجتماعياً كقبول نظرية التطور أو التأثير البشري على التغير المناخي. 